# Martin Buchan
Martin McLean Buchan (født 6. marts 1949 i Aberdeen, Skotland) er en tidligere skotsk fodboldspiller (midterforsvarer) og manager.
Buchan startede sin klubkarriere i hjembyens fremmeste klub, Aberdeen F.C. Her var han tilknyttet i syv sæsoner, og var med til at vinde den skotske FA Cup i 1970. I februar 1972 blev han solgt til den engelske storklub Manchester United for en pris på 120.000 britiske pund, hvilket gjorde ham til det dengang dyreste indkøb i Uniteds historie.
I de næste 11 sæsoner var Buchan tilknyttet Manchester United, og spillede over 450 ligakampe for klubben. Han var med til at vinde FA Cuppen med klubben i 1977 efter finalesejr over ærkerivalerne Liverpool. I 1983 forlod han klubben, og sluttede sin karriere af med at spille to sæsoner hos Oldham Athletic.
Buchan spillede desuden 34 kampe for det skotske landshold. Hans første landskamp var et opgør mod Portugal 13. oktober 1971, hans sidste en kamp 29. november 1978, også mod Portugal. Han repræsenterede sit land ved både VM i 1974 i Vesttyskland. og VM i 1978 i Argentina. I 1974 spillede han to af skotternes kampe, mens han var på banen i samtlige landets tre opgør i 1978.
Buchan blev i 2013 optaget i Scottish Football Hall of Fame.

## Titler
Skotsk FA Cup
- 1970 med Aberdeen

Engelsk FA Cup
- 1977 med Manchester United